# Tenggerejo
Tenggerejo is een bestuurslaag in het regentschap Lamongan van de provincie Oost-Java, Indonesië. Tenggerejo telt 2276 inwoners (volkstelling 2010).